# José Ferrer
José Vicente Ferrer de Otero y Cintrón (San Juan, Porto Rico, 8 de janeiro de 1912 — Coral Gables, 26 de janeiro de 1992) foi um ator porto-riquenho. Ele ganhou o Oscar de melhor ator em 1950 pelo seu trabalho no filme Cyrano de Bergerac, de Michael Gordon. Em 1952 ele voltou a ser indicado por interpretar Toulouse-Lautrec em Moulin Rouge de John Huston. Fez na década de 1980 dois filmes de sucesso: Sonhos Eróticos de uma Noite de Verão, de Woody Allen, e Duna de David Lynch.

## Filmografia
| Ano  | Título                                    | Personagem                    |
| ---- | ----------------------------------------- | ----------------------------- |
| 1948 | Joan of Arc                               | O Delfim, Carlos VII          |
| 1949 | Whirlpool                                 | David Korvo                   |
| 1950 | The Secret Fury                           | José                          |
| 1950 | Crisis                                    | Raoul Farrago                 |
| 1950 | Cyrano de Bergerac                        | Cyrano de Bergerac            |
| 1952 | Anything Can Happen                       | Giorgi Papashvily             |
| 1952 | Moulin Rouge                              | Henri de Toulouse-Lautrec     |
| 1953 | Producers' Showcase: "Cyrano de Bergerac" | Cyrano de Bergerac            |
| 1953 | Miss Sadie Thompson                       | Alfred Davidson               |
| 1954 | The Caine Mutiny                          | Lt. Barney Greenwald          |
| 1954 | Deep in My Heart                          | Sigmund Romberg               |
| 1955 | The Shrike                                | Jim Downs                     |
| 1955 | The Cockleshell Heroes                    | Major Stringer                |
| 1956 | The Great Man                             | Joe Harris                    |
| 1957 | Four Girls in Town                        | Diretor                       |
| 1958 | I Accuse!                                 | Capt. Alfred Dreyfus          |
| 1958 | The High Cost of Loving                   | Jim 'Jimbo' Fry               |
| 1961 | Return to Peyton Place                    | Voz de Mark Steele            |
| 1962 | State Fair                                |                               |
| 1962 | Lawrence of Arabia                        | Turkish Bey                   |
| 1963 | Nine Hours to Rama                        | Gopal Das                     |
| 1963 | Stop Train 349                            | Cowan the Reporter            |
| 1964 | Cyrano et d'Artagnan                      | Cyrano de Bergerac            |
| 1965 | The Greatest Story Ever Told              | Herodes Antipas               |
| 1965 | Ship of Fools                             | Siegfried Rieber              |
| 1967 | Enter Laughing                            | Mr. Harrison B. Marlowe       |
| 1967 | Cervantes                                 | Hassan Bey                    |
| 1968 | The Little Drummer Boy                    | Ben Haramad                   |
| 1975 | Forever Young, Forever Free               | Father Alberto                |
| 1975 | El clan de los immorales                  | Inspetor Reed                 |
| 1976 | Paco                                      | Fermin Flores                 |
| 1976 | The Big Bus                               | Ironman                       |
| 1976 | Voyage of the Damned                      | Manuel Benitez                |
| 1976 | Crash!                                    | Marc Denne                    |
| 1977 | The Rhinemann Exchange                    | Erich Rhinemann               |
| 1977 | The Sentinel                              | Padre de Brotherhood          |
| 1977 | Who Has Seen the Wind                     | The Ben                       |
| 1977 | The Private Files of J. Edgar Hoover      | Lionel McCoy                  |
| 1978 | The Return of Captain Nemo                | Nemo                          |
| 1978 | Dracula's Dog                             | Inspetor Branco               |
| 1978 | Fedora                                    | Dr.Vando                      |
| 1978 | The Swarm                                 | Dr. Andrews                   |
| 1979 | The French Atlantic Affair                | President Aristide Brouchard  |
| 1979 | The Fifth Musketeer                       | Athos                         |
| 1979 | The Concorde ... Airport '79              | Chief Superintendent Morabito |
| 1979 | Natural Enemies                           | Harry Rosenthal               |
| 1980 | The Dream Merchants                       | George Pappas                 |
| 1980 | The Big Brawl                             | Domenici                      |
| 1981 | Bloody Birthday                           | Dr.                           |
| 1981 | Peter and Paul                            | Gamaliel                      |
| 1982 | A Midsummer Night's Sex Comedy            | Leopold                       |
| 1982 | Blood Tide                                | Nereus                        |
| 1982 | And They Are Off                          | Martin Craig                  |
| 1983 | The Being                                 | Mayor Gordon Lane             |
| 1983 | To Be or Not to Be                        | Prof. Siletski                |
| 1984 | The Evil That Men Do                      | Dr. Hector Lomelin            |
| 1984 | George Washington                         | Robert Dinwiddie              |
| 1984 | Dune                                      | Padishah Emperor Shaddam IV   |
| 1985 | Hitler's SS: Portrait in Evil             | Ludwig Rosenberg              |
| 1987 | The Wind in the Willows                   | Badger                        |
| 1987 | The Sun and the Moon                      | Don Fulhencio                 |
| 1990 | Old Explorers                             | Warner Watney                 |